# Giovanni Antonio Sogliani
Giovanni Antonio Sogliani (Florència, 1492 — Florència, 1544) va ser un pintor italià del Renaixement apreciat per la seua capacitat de representar l'esperit de la Contrareforma inserint el llenguatge figuratiu de l'època en unes personals atmosferes melancòliques. Va dedicar tota la seua vida a la pintura i treballà més de 25 anys al taller de Lorenzo di Credi, seguidor de l'estil de Leonardo da Vinci, Fra Bartolomeo i Mariotto Albertinelli.

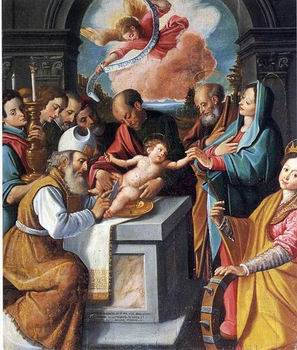
La Mare de Déu i el Baptista intercedeixen davant de Crist per Prato, pintura de Sogliani i Fra Paolino amb ocasió de la pesta de 1530 i actualment conservada a l'església de Sant Domènec, a Prato.

De Giovan Antonio Sogliani ens parla Giorgio Vasari, qui el va conèixer bé i de qui diu:
| « | Fou Sogliani persona molt honesta i religiosa, i sempre es va dedicar a les seues coses sense amoïnar a cap company […] i era d'aspecte tan fred i malencònic que semblava la mateixa malenconia […] En la seua època esdevingué un boníssim pintor, i mostrà en totes les seues obres ésser un fidelíssim deixeble d'aquell [Lorenzo di Credi, NdT.] i imitador del seu estil […] de naturalesa pausat i tranquil en el treball | » |
| — Giorgio Vasari, Le Vite de' più eccellenti Architetti, Pittori et Scultori Italiani, da Cimabue insino a' tempi nostri, 1550 | |   |

Vasari va anotar una llarga llista d'obres que Sogliani va començar però que no arribaria a concloure mai, atès que les persones que li les van encarregar no van viure prou com per veure-les realitzades; tot i que d'altres se'n cansaven dels endarreriments i acabaven per encarregar l'obra a altres pintors (entre ells el mateix Vasari).
Sogliani va pintar l'absis de la Catedral de Pisa on també va fer la Mare de Déu amb sants i La Madonna delle Grazie, començada per Andrea del Sarto.
Tot i que va viatjar molt, sobretot per França, va passar la major part de la seua vida a Florència, on és possible admirar la seua obra principal: el fresc de la visió de sant Domènec datat l'any 1536, al gran Cenacle de San Marco.
La Cappella de Santa Anna, annexa a l'Ospedale Bonifacio de Florència, conservava una Concepció de la Verge de Sogliani, obra que després va ser traslladada a la galeria de l'Ospedale di Santa Maria Nuova, sempre en aquesta ciutat.
Sogliani morí als cinquanta-dos anys, després d'haver patit d'una malaltia de pròstata.